# Samsung Galaxy S II
Pour les articles homonymes, voir S2.
Le Samsung Galaxy S II (nom de fabrique : Samsung GT-I9100) est un smartphone haut de gamme créé par Samsung, dévoilé par la firme le 13 février 2011 lors du Mobile World Congress 2011 de Barcelone. Il succède au Galaxy S et précède le Galaxy S III. Il fait partie de la gamme Galaxy S.
Sa caméra 8 mégapixels capable de filmer en 1080p, sa caméra frontale 2 mégapixels, son Bluetooth 3.0 et les débits d'émission et de réception 3G HSDPA / HSUPA élevés en font le smartphone aux caractéristiques techniques les plus abouties en 2011.
Il est commercialisé avec le système d'exploitation Android de Google, originellement en version 2.3 Gingerbread, auquel s'ajoute une surcouche logicielle et graphique (interface) conçue par Samsung : TouchWiz 4.0. Son système d'exploitation Android peut néanmoins être mis à jour pour tourner avec une des versions officielles d'Android suivantes : Android Gingerbread (2.3.3, 2.3.4, 2.3.5 et 2.3.6), Android Ice Cream Sandwich (4.0.1, 4.0.3 et 4.0.4), et Android Jelly Bean (4.1.2).
Néanmoins, certains utilisateurs, en rootant leur Galaxy S2 et en installant une Rom custom, peuvent mettre Android à jour vers les versions suivantes : Android KitKat (4.4.4) : Android Lollipop (5.0, 5.1.1), Android Marshmallow (6.0, 6.0.1), Android Nougat (7.0, 7.0.1, 7.1.1), Android Oreo (8.1), et Android Pie (9.0).
Le « GT-I9100G » diffère par l'utilisation d'un autre SoC (« System on a Chip » ou « système sur une puce » en français) moins performant, le Texas Instruments OMAP4430. Ce dernier étant équipé d'un processeur ARM Cortex-A9 cadencé à 1,2 GHz et du GPU PowerVR SGX540 moins performant que le Mali-400 contenu dans la version conventionnelle du Galaxy S II, mais plus économe en énergie. Faute de désignation commerciale spécifique de ce modèle, de nombreux acheteurs ont été trompés ne pensant pas recevoir cette variante qui coûte moins cher à produire,,.
La version GT-I9100P « Citizy » est une version modifiée du GT-I9100 avec en plus la technologie NFC

## Caractéristiques

### Versions
Le Samsung Galaxy S II sort en plusieurs versions : GT-I9100, GT-I9100G, GT-I9100P, GT-I9210/T, SHV-E110S, SHV-E120S, SHW-M250S, SGH-I9100, SGH-M250K, SGH-1727R, et SGH-t989.

### Matériel
Le Galaxy S II dispose d'un processeur dual-core ARM Cortex-A9, utilisant le SoC (« System on a Chip » ou « système sur une puce » en français) Exynos 4210, produit par Samsung. Ce processeur est initialement cadencé à 1,2 GHz, pouvant être overclocké à 1,6 GHz avec des logiciels tiers.
Le Samsung Galaxy S II dispose de 1 Go de RAM. Il dispose aussi de 16 Go de mémoire flash et celle-ci peut être augmentée de 32 Go supplémentaires maximum (48 Go au total), avec la présence d'un port microSD, capable de lire des cartes microSDhc, mais pas des cartes microSDxc (de plus de 32 Go - certaines cartes sont cependant compatibles, une fois reformatées en Fat32 par le téléphone ou un logiciel PC).
Le Galaxy S II embarque un écran de 4,27 pouces, embarquant la technologie Super AMOLED Plus créée par Samsung, qui lui confère une qualité d'image élevée et une consommation d'énergie faible.
L'autonomie est de 4 h 24 d'internet, 8 h 0 de vidéo et 8 h 35 en communication.
Les composants audio du téléphone (micro, haut-parleurs...) sont fabriqués par Yamaha.
Le smartphone dispose de deux caméras. La première, à l'arrière, est une caméra de 8 mégapixels, accompagnée d'un flash LED. Elle est principalement destinée à prendre des photos. La deuxième, de façade, est principalement destinée à la visiophonie. Il s'agit d'une caméra de 2 mégapixels qui n'est pas équipé d'un flash.

### Système d'exploitation

#### Android
Le Galaxy S II est originellement vendu avec une ROM Android Gingerbread 2.3.3, appuyée d'une surcouche graphique et logicielle (interface) Samsung TouchWiz 4.0.
Il est possible de mettre à jour le système d'exploitation Gingerbread 2.3.3 faisant fonctionner le Galaxy S II, vers des versions plus récentes comme Android Gingerbread 2.3.4 , 2.3.5 , 2.3.6
À la suite de la commercialisation d'un modèle de smartphone fonctionnant avec Android 4.0 et jugé très similaire au Galaxy S II (le Galaxy Nexus), Samsung a officiellement annoncé que des ROM seraient conçues pour porter le Galaxy S II vers Android Ice Cream Sandwich 4.0. Cette mise à jour s'opère au second trimestre 2012 par le logiciel Kies de Samsung. Elle permet au téléphone de supporter de nouvelles fonctionnalités Android comme la reconnaissance faciale ou une amélioration des fonctionnalités de l'appareil photo. Le téléphone devient également plus fluide et rapide. La mise à jour est aussi possible par le logiciel Odin plus pratique que Kies.
Cette mise à jour 4.1.2 diffusée à la fin de l'année 2012 apporte des changements stylistiques de la page d'accueil et du menu des applications. Le nouveau style adopté par l'interface utilisateur se rapproche de celui du Galaxy SIII avec de nouveaux widgets, barre de notification, icônes de menu, clavier virtuel du téléphone... Les fonctionnalités évoluent également avec la possibilité de marquer de leur nom les personnes que l'on a prises en photo façon Facebook. L'appareil photo offre de nouvelles options et le déclencheur devient plus rapide. Le lecteur MP3 a reçu une mise à niveau complète avec à présent la possibilité de laisser le téléphone choisir des pistes selon une ambiance demandée dans l'onglet "coin musique" de l'application (passionnant, joyeux, passionné ou calme). Seul bémol de cette mise à jour : la batterie s'épuise complètement en moins d'une journée même sans utilisation intensive.
Le Galaxy S II n'est pas disponible pour la 4.2 officielle.

#### Surcouche Samsung
La surcouche graphique et logicielle TouchWiz 4.0 qui appuie le système d'exploitation Android Gingerbread procure un design d'interface personnalisé par Samsung et offre nativement l'accès à diverses applications créées spécialement par Samsung pour ses smartphones telles que : Samsung Apps, Readers Hub, Game Hub, Music Hub, et Social Hub.
La surcouche graphique et logicielle TouchWiz UX 1.0 qui appuie le système d'exploitation Android Jelly Bean procure un design d'interface personnalisé par Samsung et offre nativement l'accès à diverses applications créées spécialement par Samsung. Elle vient du Samsung Galaxy S III.

## Commercialisation

### Dates

#### Asie
| Pays                | Date de commercialisation                                            |
| ------------------- | -------------------------------------------------------------------- |
| Israël              | 3 juillet 2011                                                       |
| Australie           | 1er juin 2011                                                        |
| Hong Kong           | 14 juin 2011 (disponible dès début mai)                              |
| Inde                | 8 juin 2011 (disponible dans certaines régions, dès le 26 mai 2011). |
| Irak                | 18 juillet 2011[réf. nécessaire]                                     |
| Iran                | 1er juillet 2011                                                     |
| Japon               | 23 juin 2011                                                         |
| Liban               | 21 juin 2011                                                         |
| Malaisie            | 22 juin 2011                                                         |
| Pakistan            | 23 juillet 2011                                                      |
| Philippines         | 27 juin 2011                                                         |
| Singapour           | 24 juin 2011 (disponible dès début mai)                              |
| Corée du Sud        | 29 avril 2011                                                        |
| Taïwan              | 17 juin 2011                                                         |
| Turquie             | 9 juin 2011                                                          |
| Émirats arabes unis | 22 juin 2011                                                         |

#### Amérique du Nord
| Pays / Opérateur       | Date de commercialisation | Variante                           |
| ---------------------- | ------------------------- | ---------------------------------- |
| Canada - Bell Mobility | Juillet 2011,             | modèle de base                     |
| Canada - Telus         | Octobre 2011              | Samsung Galaxy S II X              |
| Canada - Rogers        | Novembre 2011             | Samsung Galaxy S II LTE (i727R)    |
| États-Unis             | Août 2011                 | modèle de base                     |
| États-Unis - Sprint    | 16 septembre 2011         | Samsung 'EPIC 4G Touch'            |
| États-Unis - AT&T      | 6 novembre 2011           | Samsung Galaxy S II Skyrocket i727 |
| États-Unis - T-Mobile  | 12 octobre 2011           | Samsung Galaxy S II T-Mobile       |

#### Amérique du Sud
| Pays      | Date de commercialisation |
| --------- | ------------------------- |
| Brésil    | 28 juin 2011              |
| Chili     | 25 mai 2011               |
| Argentine | 22 août 2011              |

#### Afrique
| Pays           | Date de commercialisation       |
| -------------- | ------------------------------- |
| Afrique du Sud | Juin 2011                       |
| Maroc          | 1er août 2011                   |
| Ouganda        | Septembre 2011[réf. nécessaire] |
| Algérie        | 19 novembre 2011                |

#### Europe
| Pays        | Date de commercialisation |
| ----------- | ------------------------- |
| Autriche    | 5 mai 2011                |
| Danemark    | 19 mai 2011               |
| Belgique    | 1er juin 2011             |
| Finlande    | 25 mai 2011               |
| France      | 28 mai 2011               |
| Allemagne   | 16 mai 2011               |
| Irlande     | 1er juin 2011             |
| Italie      | 25 mai 2011               |
| Pays-Bas    | 11 mai 2011               |
| Norvège     | 26 mai 2011               |
| Portugal    | 8 juin 2011               |
| Roumanie    | 26 mai 2011               |
| Russie      | 18 mai 2011               |
| Espagne     | 15 mai 2011               |
| Suède       | 12 mai 2011               |
| Royaume-Uni | 1er mai 2011              |

Au total, le Samsung Galaxy S II est commercialisé dans plus de 100 pays, à travers le monde.

### Modèles variants
Le Samsung GT-i9210 Galaxy S II LTE EU (Samsung Celox) utilise un SoC Snapdragon APQ8060 à 1,5 GHz.

#### Amérique du Nord

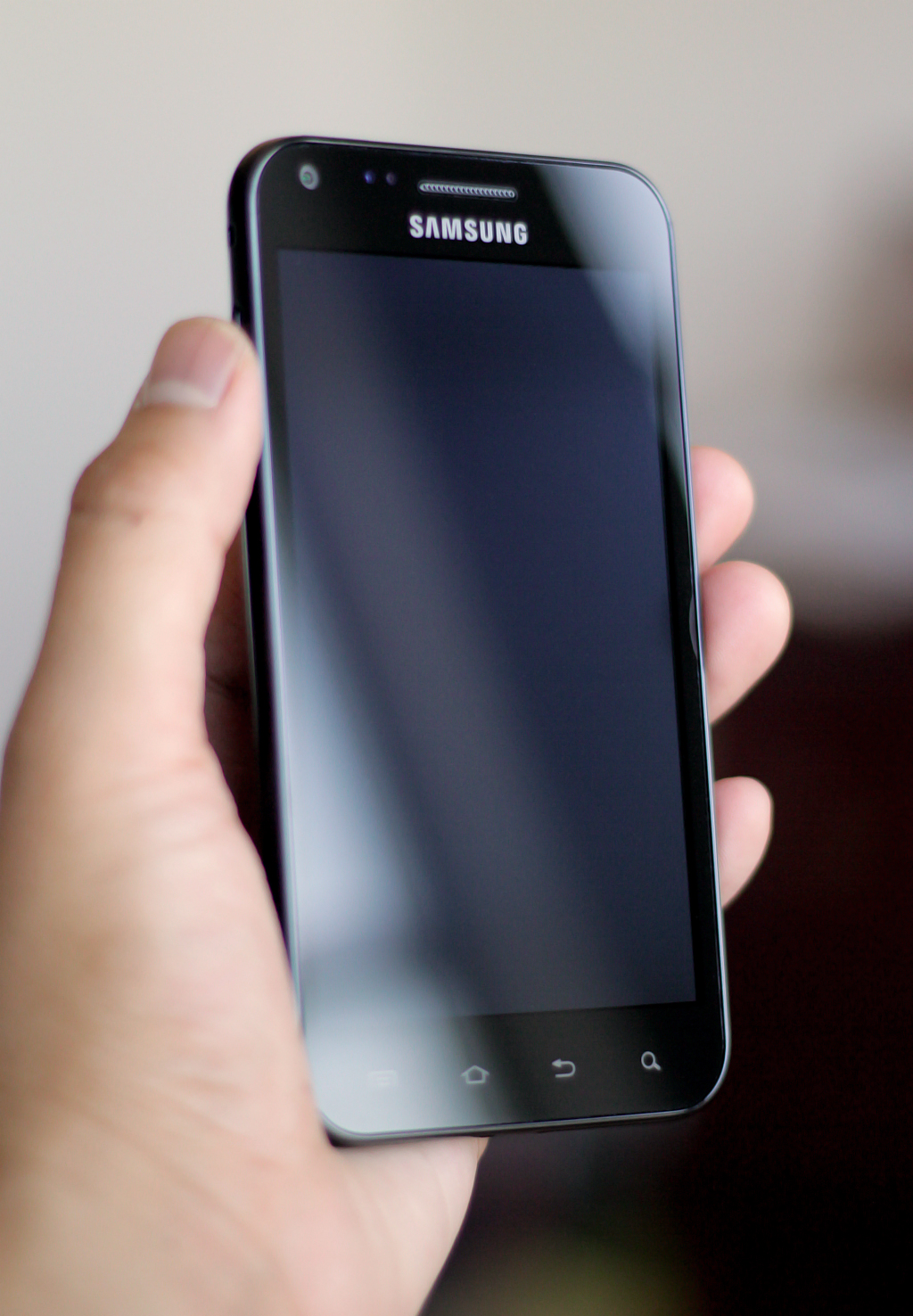
Modèle variant du Galaxy SII : le Samsung Epic 4G Touch, commercialisé par l'opérateur américain Sprint.

En Amérique du Nord (États-Unis et Canada), ce sont des modèles légèrement variants de l'original, qui ont été commercialisés, plus tardivement (à partir de septembre 2011). En effet, les opérateurs américains et canadiens Telus, Rogers, Bell Canada, T-Mobile, AT&T  et Verizon, très influents dans le marché mondial des télécommunications, ont l'habitude d'imposer aux constructeurs, comme Samsung, la commercialisation d'un modèle propre à chaque opérateur, différent au niveau du design, et souvent, plus performant, pour mieux cerner les demandes du marché des consommateurs nord-américains. Ces modèles incluent donc des fonctionnalités que l'on ne retrouve pas sur les modèles originaux. Dans le contexte actuel, il s'agit, essentiellement, de la compatibilité au réseau 4G, déjà bien développé en Amérique du Nord et encore inexistant, dans la majorité des autres pays occidentaux. Ces modèles portent aussi des noms différents. Ces variantes comprennent :
- Sprint Galaxy S II Epic 4 g Touch, commercialisé par l'opérateur américain Sprint, dispose d'un écran de 4,5 pouces, d'une LED de notification, d'une compatibilité avec le réseau WiMAX et de quatre touches tactiles de façade (et non pas une touche physique et deux tactiles).

- T-Mobile Galaxy S II (SGH-T989) Hercules (ou Infuse), commercialisé par l'opérateur américain T-Mobile USA, ayant comme variantes principales son écran de 4,5 pouces, sa compatibilité 4G, sa caméra faciale de 2 mégapixels et quatre touches tactiles de façade.

- AT&T Galaxy S II Attain, commercialisé par l'opérateur américain AT&T, a pour principale variante, une compatibilité NFC et quatre touches tactiles de façade.

- Rogers Galaxy S II, commercialisé par l'opérateur canadien Rogers, ayant comme principale variante, une compatibilité au réseau LTE, que l'opérateur Rogers a lancé à Toronto et a pour intention de développer dans tout le Canada.

- Telus et Koodo Galaxy S II X 4G (SGH-T989D), (ou Samsung Celox), commercialisé chez les opérateurs canadien Telus et Koodo ayant comme variantes principales son écran de 4,5 pouces, sa compatibilité 4G, sa compatibilité 3G améliorée (avec un débit descendant plus rapide), un processeur double-cœur de 1,5 GHz et quatre touches tactiles de façade.

- Bell Galaxy S II, commercialisé par l'opérateur canadien Bell, identique au Samsung Galaxy S II original au niveau matériel mais avec une ROM spécifique à Bell et un nom de modèle différent, (appelé Bell Galaxy S II, ou Samsung i9100M Galaxy S II).

#### Brésil et Asie
En dehors des modèles variants d'Amérique du Nord, d'autres modèles, très légèrement différents sont vendus dans d'autres pays du monde, pour satisfaire au mieux, les exigences locales.
Au Brésil et en Corée du Sud, le Galaxy SII est vendu avec un tuner TV/radio (fonctionnant via le système de réception T-DMB en Corée du Sud, et avec le système de réception 1seg au Brésil), au lieu d'un simple tuner radio rendant possible la réception des canaux radio mais aussi des chaînes de télévision. Ce tuner est ainsi capable de faire visionner sur l'écran du téléphone, les chaînes de télévision nationales, qui en Corée du Sud et au Brésil, sont diffusées selon une norme de transmission plus propice à une réception optimisée sur des appareils multimédia mobiles. En Corée du Sud, le Galaxy SII est compatible avec le NFC. Ce n'était pas le cas des modèles vendus en Europe et dans le reste de l'Asie jusqu'en septembre 2011. Cependant, depuis ce mois, certains opérateurs européens, notamment au Royaume-Uni ou en France (Orange), proposent des modèles compatibles NFC, même si tous les modèles vendus à l'heure actuelle dans ces pays ne sont toujours pas encore compatibles NFC.
Pour le marché asiatique des pays en développement (Chine, pays d'Asie du Sud-Est), il avait été prévu de commercialiser une variante du Galaxy SII, similaire en tous points avec le modèle original, excepté au niveau de l'écran qui aurait été de type Super LCD (en) au lieu d'être Super AMOLED Plus. Ce changement de technologie aurait permis la commercialisation de modèles moins chers, avec, certes, une moins bonne qualité d'écran. Cependant, à l'heure actuelle, ces modèles n'ont toujours pas été commercialisés.
Enfin, au Japon, l'opérateur NTT DoCoMo commercialise un modèle variant du Galaxy S II avec une compatibilité NFC, une antenne et un tuner tv/radio (fonctionnant avec le système de réception 1seg) et une compatibilité i-mode.

#### Modèles variants coréens
Tous les modèles coréens de Galaxy S II apportent, en plus d'un tuner T-DMB, des petites améliorations voulues par Samsung ou les opérateurs nationaux, et rendent ainsi ces modèles plus performants.
- SK Telecom's Galaxy S II (SHW-M250S)

La variante de l'opérateur coréen Sk Telecom dispose d'un système plus performant pour l'envoi et la réception de MMS. Ce modèle qui comporte un tuner tv/radio et une antenne, est du coup, plus épais (8,99 mm au lieu de 8,49 mm).
- KT's Galaxy S II (SHW-M250K)

La variante de l'opérateur KT dispose, quant à elle, d'un système plus performant pour se connecter à internet via le wi-fi et permet ainsi un débit d'échange d'informations plus important en Wi-fi. Ce modèle qui comporte un tuner tv/radio et une antenne, est du coup, lui aussi, plus épais (8,99 mm au lieu de 8,49 mm).
- LG U+'s Galaxy S II (SHW-M250L)

Pour s'adapter aux réseaux mobiles coréens, ce modèle variant n'est pas compatible avec les réseaux GSM ou CDMA mais fonctionne avec le réseau EV-DO Rev.B. En outre, ce modèle est encore plus épais (9,4 mm).

## Accueil

### Ventes
Rien qu'en Corée du Sud, il compte plus de 100 000 appareils vendus en moins de 3 jours et plus d'un million en un mois. Le nombre de réservations et préachats du mobile dans le monde dépasse la barre des 3 millions en l'espace d'un mois et demi. En 85 jours, plus de 5 millions de Galaxy S II sont déjà vendus dans le monde. Samsung souhaitait qu'il s'en vende à terme plus de 15 millions en un an (entre mai 2011 et mai 2012), pour dépasser le Samsung Galaxy S. Ce score de 15 millions de ventes a été atteint avant la fin 2011 (soit environ 7 mois).
En octobre 2011, Samsung annonce avoir vendu plus de 30 millions de Samsung Galaxy S et Samsung Galaxy S II (modèles variants inclus). En février 2012, toujours selon Samsung, ce sont 20 millions de téléphones du seul modèle Galaxy S II qui ont été vendus dans le monde. En juin 2012, Samsung annonce avoir vendu 50 millions de Samsung Galaxy S et Samsung Galaxy S II.

### Concurrence avec l'iPhone d'Apple
La commercialisation de masse de ce smartphone se rapproche de celle de l'iPhone. Le conflit entre les deux firmes est très violent à ce sujet. Elles mènent de nombreux procès à l'encontre de la firme adverse  et ont ainsi mutuellement essayé d'empêcher la commercialisations des modèles de smartphones adverses respectifs (iPhone 4, 4S et Samsung Galaxy S II) dans de nombreux pays, notamment : la France, l'Italie, les Pays-Bas, l'Allemagne, les États-Unis, le Japon, l'Australie et la Corée du Sud (Ces pays représentant les plus gros enjeux stratégiques et commerciaux dans le monde, pour les deux firmes). Apple accuse notamment Samsung de plagiat pour avoir créé un modèle de smartphone présentant un design très proche de celui de l'iPhone (monolithe rectangulaire noir ou blanc, fin, construit autour d'un grand écran tactile). Tandis que Samsung accuse Apple de violer certains de ses brevets concernant la connectivité et les normes de communication (wi-fi, 3 g) ou certaines techniques (écran tactile) avec les iPhone 4 et iPhone 4S.
En octobre 2011, Samsung devient le premier vendeur de smartphones au monde, en dépassant Apple. Le Samsung Galaxy S II, qui représente alors 40 % des ventes de smartphones du constructeur est directement lié à cette très forte progression.
En août 2012, lors d'un procès en Californie opposant Apple et Samsung, la firme coréenne a été déclarée coupable de violation de plusieurs brevets détenus par Apple. Diverses versions du Galaxy S II ont été trouvées en violation de design ou de brevet, notamment en ce qui concerne le brevet qui protège l'action pincer pour zoomer sur un écran tactile, dont une version spécifique est détenue par Apple. Samsung a été condamné à verser 1 milliard et 51 millions de dollars en dommages lors du verdict de ce procès. La firme coréenne a fait appel.